# Tasapäänsaari
Tasapäänsaari är en ö i Finland. Den ligger i sjön Salajärvi och i kommunen Savitaipale i den ekonomiska regionen  Villmanstrands ekonomiska region  och landskapet Södra Karelen, i den södra delen av landet, 160 km nordost om huvudstaden Helsingfors. Öns area är 14,8 hektar och dess största längd är 0,7 kilometer i nord-sydlig riktning.